# Piptochaetium brevicalyx
Piptochaetium brevicalyx är en gräsart som först beskrevs av Eugène Pierre Nicolas Fournier, och fick sitt nu gällande namn av Percy Leroy Ricker och Albert Spear Hitchcock. Piptochaetium brevicalyx ingår i släktet Piptochaetium och familjen gräs. Inga underarter finns listade i Catalogue of Life.